# بيتر ماكنتاير
بيتر ماكنتاير (بالإنجليزية: Peter McIntyre)‏ هو مهندس معماري أسترالي، ولد في 24 أغسطس 1927 في ملبورن في أستراليا.